# Eleição municipal de Sobral em 2004
A eleição municipal de Sobral em 2004 ocorreu em 3 de outubro do mesmo ano, para a eleição de um prefeito, um vice-prefeito e 12 vereadores para a administração da cidade. O prefeito Cid Gomes (PPS) terminara seu mandato em 31 de dezembro de 2004 e não poderia concorrer à reeleição. Três candidatos disputaram a sucessão municipal. Leônidas Cristino (PPS) foi eleito, obtendo 53,41% dos votos válidos e derrotando nomes já conhecidos da sociedade sobralense, como o filho do ex-prefeito José Prado, Marco Prado, que foi candidato em 1996 e 2000, derrotado nas duas ocasiões por Cid. Leônidas e Veveu Arruda, seu vice, governaram a cidade pelo período de 1º de janeiro de 2005 a 31 de dezembro de 2008. Dos 12 vereadores eleitos, 10 foram da coligação de Leônidas (6 do PPS, 2 do PTB, 1 do PT e 1 do PP) e 2 da coligação de Marco Prado (PSDB e PDT com 1 cada).

## Candidatos
|  | Nº | Candidato a prefeito | Candidato a prefeito                                      | Candidato a vice-prefeito | Candidato a vice-prefeito                             | Coligação |
|  | -- | -------------------- | --------------------------------------------------------- | ------------------------- | ----------------------------------------------------- | --- |
|  | 23 |                      | Leônidas Cristino (PPS) José Leônidas de Menezes Cristino |                           | Veveu Arruda (PT) José Clodoveu de Arruda Coelho Neto | "Por Amor á Sobral" - Partido Popular Socialista (PPS) - Partido dos Trabalhadores (PT) - Partido Progressista (PP) - Partido Trabalhista Brasileiro (PTB) - Partido do Movimento Democrático Brasileiro (PMDB) - Partido Liberal (PL) - Partido Verde (PV) - Partido Comunista do Brasil (PCdoB) |
|  | 40 |                      | Luciano Linhares (PSB) José Luciano Ponte Linhares        |                           | Edival Filho (PSB) Francisco Edival Vasconcelos Filho | "Partido não coligado" - Partido Socialista Brasileiro (PSB) |
|  | 45 |                      | Marco Prado (PSDB) Marco Antônio Barroso Prado            |                           | Expedito Pontes (PDT) Expedito Aragão Pontes          | "Sobral de Coração" - Partido da Social Democracia Brasileira (PSDB) - Partido Democrático Trabalhista (PDT) - Partido da Frente Liberal (PFL) - Partido Social Cristão (PSC) |

## Resultados da eleição

### Prefeito[2]
| 1º Turno 3 de outubro de 2004 | 1º Turno 3 de outubro de 2004 | 1º Turno 3 de outubro de 2004 | 1º Turno 3 de outubro de 2004 |
| Candidato(a)                  | Vice                          | Votação                       | Votação                       |
| Candidato(a)                  | Vice                          | Total                         | Porcentagem                   |
| ----------------------------- | ----------------------------- | ----------------------------- | ----------------------------- |
| Leônidas Cristino (PPS)       | Veveu Arruda (PT)             | 44.126                        | 53,41%                        |
| Marco Prado (PSDB)            | Expedito Pontes (PDT)         | 28.011                        | 33,90%                        |
| Luciano Linhares (PSB)        | Edival Filho (PSB)            | 10.482                        | 12,69%                        |
| Total de votos válidos        | Total de votos válidos        | 82.619                        | 100,00%                       |
| Votos apurados                |                               |                               |                               |
| Votos válidos                 | Votos válidos                 | 82.619                        | 92,07%                        |
| Votos em branco               | Votos em branco               | 2.060                         | 2,30%                         |
| Votos nulos                   | Votos nulos                   | 5.051                         | 5,63%                         |
| Total de votos apurados       | Total de votos apurados       | 89.730                        | 100,00%                       |
| Eleitores                     |                               |                               |                               |
| Comparecimento                | Comparecimento                | 89.730                        | 87,42%                        |
| Abstenções                    | Abstenções                    | 12.910                        | 12,58%                        |
| Total de eleitores            | Total de eleitores            | 102.640                       | 100,00%                       |

| Partido | Partido | Candidato         | Votos  | Votos (%) |
| ------- | ------- | ----------------- | ------ | --------- |
|         | PPS     | Leônidas Cristino | 44 126 | 53,41%    |
|         | PSDB    | Marco Prado       | 28 011 | 33,9%     |
|         | PSB     | Luciano Linhares  | 10 482 | 12,69%    |
| Totais  | Totais  | Totais            | 82 619 |           |

### Vereador
| Candidato(a)       | Partido | Votação | Votação     |
| ------------------ | ------- | ------- | ----------- |
| Candidato(a)       | Partido | Total   | Porcentagem |
| Adaldécio Linhares | PPS     | 4.198   | 4,93%       |
| Luciano Feijão     | PPS     | 3.201   | 3,76%       |
| Itamar Ribeiro     | PPS     | 3.015   | 3,54%       |
| João Alberto       | PPS     | 2.930   | 3,44%       |
| Hermenegildo       | PPS     | 2.556   | 3,00%       |
| Marquinho do Eliar | PTB     | 2.450   | 2,88%       |
| Zezão              | PP      | 2.437   | 2,86%       |
| Zé Vital           | PT      | 2.176   | 2,55%       |
| Paulão             | PTB     | 2.123   | 2,49%       |
| Zé Maria Félix     | PPS     | 2.042   | 2,40%       |
| Paulo Vasconcelos  | PDT     | 1.653   | 1,94%       |
| Zé Inácio          | PSDB    | 1.222   | 1,43%       |